# Clorur de vinil
El clorur de vinil o cloroetilè és un gas incolor de fórmula CH2=CHCl que s'utilitza per a la fabricació del PVC mitjançant polimerització. Descobert l'any 1835 pel científic francès Henri Victor Regnault (1810-1878).
És un dels compostos petroquímics més produïts arreu del món i es troba en petites quantitats al fum dels cigarrets. S'inflama amb facilitat i ha estat la causa d'accidents industrials i de transport seriosos. Pot ser biodegradat pel bacteri autotròfic nitrificant Nitrosomonas europaea.
Innocu en forma polimèrica, els treballadors que manipulen PVC acabat no corren perill de patir els seus efectes tòxics. Per contra, els que efectuen sense les adequades mesures de seguretat la descalcificació manual dels aparells tèrmics emprats per polimeritzar-lo poden entrar en contacte amb l'estat monomèric del cloroetilè durant aquesta fase productiva.
El cloroetilè s'absorbeix ràpidament per inhalació o quan és ingerit si forma part d'un solvent orgànic. És un irritant cutani i ocular i, en alguns casos d'exposició aguda, ha originat cremades o lesions a la còrnia. La seva via metabòlica principal és el fetge, on els citocroms p450 el transformen en òxid de cloroetilè (un epòxid de vida curta molt reactiu que en poc temps es reorganitza i forma cloroacetaldeid).
L'exposició ocupacional crònica a aquesta substància pot provocar l'aparició d'un angiocarcinoma hepàtic (variant inusual i agressiva del càncer de fetge) i canvis d'acroosteòlisi de gravetat variable predominantment en mans i peus. Un estudi realitzat en un grup d'extreballadors de la indústria del cloroetilè indica que, a llarg termini, el compost té efectes nocius sobre la microcirculació sanguínia. Encara que la presència de fenòmens de Raynaud és estadísticament significativa en aquesta població particular, el seu vincle patogènic amb el clorur de vinil no ha estat determinat de forma indiscutible. També s'ha observat en els individus exposats al compost una incidència molt alta d'esteatohepatitis no alcohòlica no derivada d'altres factors de risc, en especial l'obesitat.
A més, els resultats d'experiments amb ratolins demostren que altes dosis de clorur de vinil indueixen in vivo i in vitro fenòmens d'autofàgia i fibrosi en les cèl·lules del ronyó, els quals poden arribar a causar una necrosi tubular cortical renal.